# Arquebisbat de Westminster
Larquebisbat de Westminster (anglès: Archdiocese of Westminster; llatí: Archidioecesis Vestmonasteriensis) és una seu metropolitana de l'Església catòlica a Londres. El 2010 comptava amb 476.647 fidels d'una població de 4.726.206 habitants.
L'arxidiòcesi està regida per l'arquebisbe de Westminster, que té la seu a la catedral de Westminster. Des del restabliment de les diòcesis catòliques a Anglaterra el 1850, tots els arquebisbes de Westminster han estat creats cardenals pel Papa en consistori, sovint sent l'únic cardenal d'Anglaterra. També és costum que l'arquebisbe de Westminster sigui elegit President de la Conferència Episcopal Catòlica d'Anglaterra i Gal·les, tot i que no és formalment el Primat. La diòcesi és una de les més petites d'Anglaterra i Gal·les en territori geogràfic; però és la major pel que fa a població catòlica i preveres. Legalment està establerta com una diòcesi, tot i que canònicament és una arxidiòcesi.
Actualment està regida per l'arquebisbe cardenal Vincent Nichols.

## Territori
L'arquebisbat comprèn els districtes del Gran Londres situats al nord del riu Tàmesi i a l'oest els districtes de Waltham Forest i de Newham, conjuntament amb la ciutat de Spelthorne i el comtat de Hertfordshire.
La seu arquebisbal es troba a la ciutat de Westminster, a Londres, on es troba la catedral de la Preciosíssima Sang de Jesucrist.
El territori s'estén sobre 3.634 km², i està dividit en 23 diaconats i 216 parròquies.
Les diòcesis sufragànies de Westminster són Brentwood, East Anglia, Northampton i Nottingham.

## Història
L'actual arxidiòcesi prové de l'antiga diòcesi de Londres, el darrer bisbe de la qual va morir a la presó el 1569.
El 1622 s'erigí el vicariat apostòlic d'Anglaterra; i el 30 de gener de 1688 el vicariat va ser dividit en quatre districtes, cadascun d'ells encapçalats per un vicari apostòlic.
Els catòlics de Londres tenien un considerable avantatge respecte als de la resta d'Anglaterra: la presència de les ambaixades dels països catòlics (com Espanya, Portugal o la República de Venècia) comportava la presència de capelles oficials i obertes al públic, a diferència de la resta d'Anglaterra, on el culte catòlic es realitzava clandestinament durant els segles xvii i xviii.
Les lleis de tolerància de 1778 i de 1791 van permetre la llibertat de culte i d'ensenyament pels catòlics. Encara les lleis d'emancipació van trobar una intensa oposició anticatòlica, que provocà el 1780 l'esclat de la revolta Gordon. Com que en aquells moments a Londres no havia esglésies catòliques, els disturbis es van dirigir i van destruir les capelles de les ambaixades dels regnes de Sardenya i Baviera.
Un període d'interès particular a la història del catolicisme a Londres va ser el que coincidí amb la Revolució Francesa. A Londres hi van arribar molts prelats francesos exiliats: en un moment arribaren a trobar-se a Londres fins a 5 arquebisbes, 27 bisbes i 5.000 preveres. S'obriren noves capelles, però gairebé totes van ser tancades quan el clergat francès tornà a la seva pàtria el 1814.
El 1829 es promulgà una llei d'emancipació dels catòlics, que afavorí el creixement de la comunitat catòlica, en uns anys en què les conversions eren habituals.
El 1840 els quatre vicariats apostòlics d'Anglaterra es convertiren en vuit.
El 29 de setembre de 1850, mitjançant el breu Universalis Ecclesiae de Pius IX es restaurà la jerarquia catòlica a Anglaterra i Gal·les, erigint-se l'arxidiòcesi de Westminster, que esdevingué l'única seu metropolitana per Anglaterra i Gal·les, amb dotze sufragànies. El districte de Londres es dividí en dues diòcesis: a més de la de Westminster, s'erigí la de Sputhwark, avui una arxidiòcesi. La diòcesi essencialment ocupa la mateixa zona que la diòcesi de Londres anglicana com era abans de la Reforma anglicana fins al 1850, adoptant, com feren la major part de les diòcesis angleses, un nom alternatiu (originàriament a causa de la Llei de títols eclesiàstics de 1851), però basats en les divisions ancestrals del país.
El restabliment de la jerarquia s'acompanyà d'un sínode provincial el 1852, 1855 i 1859, on es definiren nombroses qüestions relatives als capítols, els rectors de les missions, els col·legis i seminaris. Els sínodes van ser presidits pel cardenal Wiseman, qui introduí a Londres la pràctica pietosa de les Quaranta Hores, es treballà per la difusió de les Vespres cantades i de l'adoració eucarística. Va treballar també per a l'educació de les classes més pobres, i també va fundar el primer reformatori catòlic anglès. També cridà a Londres molts ordes religiosos, que van dur a terme una intensa tasca pastoral.
L'ensenyament va ser el centre de les iniciatives del seu successor, el cardenal Manning, qui discutí durant el sínode provincial del 1873. Ja el 1864 intuí la necessitat d'una universitat catòlica, i el 1866 reformà el Venerable Col·legi Anglès de Roma, al 1869 reorganitzà el seminari arquebisbal, dotant-lo d'una nova seu i convertint-lo en un «autèntic seminari tridentí». El 1867 posà la primera pedra de la catedral de Kensington.
La tasca en el terreny de la instrucció va ser prosseguida pel cardenal Vaughan, qui el 1902 va eliminar la prohibició als catòlics d'assistir a universitats públiques. Va posar la primera pedra de la catedral de Westminster el 1895, que seria consagrada pel seu successor, el cardenal Bourne el 1903.
El 28 d'octubre de 1911 la jurisdicció metropolitana de Westminster va reduir-se en erigir-se tres noves províncies eclesiàstiques a Anglaterra i Gal·les.
El 20 de juliol de 1917 l'arquebisbat cedí una part del seu territori per tal que s'erigís la diòcesi de Brentwood.

## Actualment
El 3 d'abril de 2009 s'anuncià que l'arquebisbe de Birmingham, el reverend Vincent Nichols, esdevindria l'onzè Arquebisbe de Westminster. Cormac Murphy-O'Connor, ocupava el càrrec des del 22 de març del 2000 i havia estat elevat al rang de cardenal prevere amb el títol de Santa Maria sopra Minerva per Joan Pau II el 21 de febrer de 2001, esdevindria l'arquebisbe emèrit. Això seguia l'anunci del cardenal Murphy-O'Connor fet el 9 de juliol de 2007, que d'acord amb l'edat límit de 75 anys prevista en el codi de dret canònic, va lliurar la seva renúncia al Papa Benet XVI. Afegí que el Papa li havia demanat que prosseguís amb el seu ministeri pastoral més enllà del límit d'edat fins que es pogués fer efectiu el relleu.
L'arquebisbe està assistit de quatre bisbes auxiliars, cadascun d'ells amb àrees de responsabilitat específiques dins de l'administració de la diòcesi. Un dels bisbes auxiliars serveix com a Canceller i Moderador de la cúria metropolitana; un com a vicari pel clergat, un pels afers pastorals i el darrer per l'educació i la formació.
La Cúria Metropolitana i la seu de la Cancelleria estan situades a Vaughan House, davant de la catedral de Westminster, a Londres. El seminari diocesà, Allen Hall, està situat a Chelsea, West London, (amb el Ushaw College) que és un descendent directe del Douai College francès.

### Centre Pastoral
La litúrgia a la diòcesi es basa principalment al voltant del ritu romà revisat promulgat pel Papa Pau VI, actualment en la seva tercera edició. Malgrat això, com es pot esperat d'una ciutat tan cosmopolita com Londres, hi ha una gran diversitat en la litúrgia catòlica. La Latin Mass Society fa la litúrgia d'acord amb la Missal de 1962 amb l'aprovació episcopal. Els ucraïnesos de ritus catòlic tenen una gran presència a la diòcesi amb la seva catedral a Binney Street, prop de Bond Street. Hi ha una comunitat maronita libanesa a l'església de Our Lady of Sorrows Catholic Church a Cirencester Street (West London), una comunitat melquita a Pimloci, una església catòlica etíop, Our Lady Queen of Heaven, a Queensway (West London); una església eritrea, St Aidan of Lindisfarne, a East Acton; una església caldea, St Anne's, a Laxton Place; i una església catòlica belarussa a Holden Avenue a North London. A més, se celebren un gran nombre de misses per a estrangers, amb esglésies que celebren en polonès, francès, alemany, castellà i italià.
La diòcesi és també responsable de diverses capelles, incloent la Capella interconfessional de Sant Jordi de l'aeroport de Heathrow, hospitals i presons.
Hi ha una gran quantitat de comunitats religioses a la diòcesi. Entre els ordes masculins hi ha: els Assumpcionistes a Bethnal Green, Hitchin i Burnt Oak; els Agustins a Hammersmith i Hoxton; els Agustins Recol·lectes a Kensal New Town, Kensington i Wembley; els Benedictins a Ealing Abbey i Cockfosters; els Carmelites a Finchley East; Carmelites descalços a Kensington; els Germans Cristians a Twickenham; els Pares Columbans a Hampstead; els Dominics a Haverstock Hill; els Franciscans a Pimlico; els Frares franciscans de l'Expiació a Westminster; la Congregació de l'Esperit Sant a New Barnett i Northwood, i els Passionistes a Highgate. Els Jesuïtes tenen una gran presència a Londres amb comunitats a Mayfair (a Farm Street), Kensington, Kilburn, Osterley, Southall, Stamford Hill, Swiss Cottage i Willesden Green. Els Oratorians estan a l'Església de l'Immaculat Cor de Maria a Kensington, que és popularment conegut com l'Oratori Brompton, i és la major església de Londres després de la catedral de Westminster.
Entre les comunitats religioses femenines estan les Carmelites a Golders Green i Ware; les Clarisses a Barnet; les Germanes Franciscanes de Nostra Senyora de les Victòries a la catedral; les Ursulines de Jesús a Hoxton, Kingsland i Stamford Hill; les Dominiques a Bushey, Cricklewood, Ealing, Edgware, Harpenden, Harrow on the Hill, Haverstock Hill, Hemel Hempstead, Osterley, Stevenage i Pinner. L'Institut de la Benaurada Verge Maria està situat a Swiss Cottage, Acton, Osterley, Redbourn i St Albans. Les Germanes de la Misericòrdia estan a la catedral, Acton East, Bethnal Green, Bow, Clapton Park, Commercial Road, Cricklewood, Feltham, Hampton Hill, Hillingdon, Kensal, Newtown, Marylebone Road, St Albans, St John's Wood, Twickenham i Underwood Road. Les Servents Pobres de la Mare de Déu a Bayswater, Hampton i Somers Town.
La diòcesi a més participa en el sector educatiu independent i estatal. La diòcesi dirigeix 159 escoles primàries estatals i 10 independents; i 42 estatals i 4 independents de secundària.
La música a la diòcesi és tan divers com les comunitats representades, però el cor masculí de la catedral és citat com un dels millors del país, cantant a les misses principals de la catedral, així com als oficis divins diaris. Hi ha diversos cors especialitzats en cant gregorià.

### Diaconats
La diòcesi està dividida en 24 diaconats i 217 parròquies:
- A Londres: 156 parròquies

- Barnet (14): Barnet; Burnt Oak; Cricklewood; Edgware; Finchley Church End; Finchley East; Finchley North; Grahame Park; Golders Green; Hendon; Hendon West; Mill Hill; New Barnet; Whetstone
- Brent (12): Dollis Hill; Kensal Rise; Kenton; Kingsbury Green; Neasden; Stonebridge; Sudbury; Wembley; Wembley Park; Wembley Preston Road; Willesden; Willesden Green
- Camden (9): Camden Town; Hampstead; Haverstock Hill; Kentish Town; Kilburn; Kilburn West; Lebanese Church; Somers Town; Swiss Cottage
- Catedral (0): 
- Ealing (10): Acton; Acton East; Acton West; Ealing Abbey; Greenford; Hanwell; Northfields; Perivale; Polish Church Ealing; Southall
- Enfield (8): Cockfosters; Cuffley; Edmonton; Enfield; New Southgate; Palmers Green; Ponders End; Potters Bar
- Hackney (8): Clapton; Clapton Park; Hackney; Homerton; Hoxton; Kingsland; Manor House; Stoke Newington
- Hammersmith and Fulham (8): Brook Green; Fulham; Fulham 2 Stephendale Road; Hammersmith; Parsons Green; Polish Church; Shepherds Bush; White City
- Haringey (6): Muswell Hill; Stamford Hill; Stroud Green; Tottenham; West Green; Wood Green
- Harrow (7): Harrow North; Harrow South; Harrow-on-the-Hill; Headstone Lane; Pinner; Stanmore; Wealdstone
- Hillingdon (11): Eastcote; Harefield; Hayes; Hillingdon; London Airport (Heathrow); Northwood; Ruislip; Ruislip South; Uxbridge; West Drayton; Yeading
- Hounslow (10): Brentford; Chiswick; Cranford; Feltham; Grove Park; Gunnersbury; Heston; Hounslow; Isleworth; Osterley
- Islington (10): Archway; Bunhill Row; Clerkenwell; Copenhagen Street; Highbury; Highgate; Holloway; Islington; Polish Church Islington; Tollington Park
- Kensington and Chelsea (6): Chelsea 1; Chelsea 2; Fulham Road; Kensington 1; Kensington 2; Oratory
- Marylebone (7): Farm Street; Marylebone; Ogle Street; Spanish Place; St John's Wood; Ukrainian Church; University Chaplaincy
- North Kensington (7): Bayswater; Harrow Road; Kensal New Town; Notting Hill; Paddington; Queensway; St Charles Square
- Tower Hamlets (13): Bethnal Green; Bow; Bow Common; Commercial Road; German Church; Limehouse; Lithuanian Church; Mile End; Millwall; Poplar; Tower Hill; Underwood Road; Wapping
- Westminster (10): Cathedral; Covent Garden; Ely Place; French Church; Italian Church; Lincoln's Inn Fields; Moorfields; Pimlico; Soho Square; Warwick Street

- Far South-West: 11 parròquies

- Upper Thames (11): Ashford; Hampton Hill; Hampton-on-Thames; Shepperton; St Margarets-on-Thames; Staines-upon-Thames; Stanwell; Sunbury-on-Thames; Teddington; Twickenham; Whitton

- A Hertfordshire: 50 parròquies

- Hatfield (0): combinat amb Stevenage
- Lea Valley (10): Bishop's Stortford; Buntingford; Cheshunt; Hertford; Hoddesden; Much Hadham; Old Hall Green; Sawbridgeworth; Waltham Cross; Ware
- St Albans (16): Berkhamsted; Borehamwood; Borehamwood North; Harpenden; Hemel Hempstead; Hemel Hempstead East; Hemel Hempstead North; Hemel Hempstead West; London Colney; Radlett; Redbourn (Flamstead & Markyate); Shenley; St Albans; St Albans South; Tring; Wheathampstead
- Stevenage (13): Baldock; Hatfield; Hatfield South; Hitchin; Knebworth; Letchworth Garden City; Royston; Stevenage; Stevenage Shephall; Stevenage Transfiguration; Welwyn Garden City; Welwyn Garden City Digswell; Welwyn Garden City East
- Watford (11): Abbots Langley; Bushey; Carpenders Park and South Oxhey; Chipperfield; Chorleywood; Croxley Green; Garston; Mill Hill; Rickmansworth; Watford; Watford North

### Estadístiques
A finals del 2010 l'arquebisbat tenia 476.647 batejats d'una població total de 4.726.206 persones, corresponents al 10,1% del total.
| any  | Població | Població  | Població | Sacerdots | Sacerdots | Sacerdots | Sacerdots             | Diaques | Religiosos | Religiosos | Parròquies |
| any  | batejats | total     | %        | nombre    | regulars  | seculars  | batejats per sacerdot | Diaques | homes      | dones      | Parròquies |
| 1949 | 315.000  | 4.518.489 | 7,0      | 707       | 431       | 276       | 445                   |         | 370        | 2.500      | 164        |
| 1970 | 484.680  | 4.491.760 | 10,8     | 431       | 431       |           | 1.124                 |         |            |            | 208        |
| 1980 | 476.378  | 4.468.400 | 10,7     | 775       | 303       | 472       | 614                   | 6       | 472        |            | 216        |
| 1990 | 449.191  | 4.520.000 | 9,9      | 838       | 394       | 444       | 536                   | 5       | 586        | 1.842      | 215        |
| 1999 | 460.000  | 4.415.000 | 10,4     | 770       | 378       | 392       | 597                   | 4       | 507        | 1.394      | 213        |
| 2000 | 501.895  | 4.435.000 | 11,3     | 800       | 416       | 384       | 627                   | 4       | 589        | 1.396      | 214        |
| 2001 | 501.900  | 4.435.000 | 11,3     | 771       | 370       | 401       | 650                   | 4       | 592        | 1.322      | 214        |
| 2002 | 462.072  | 4.435.000 | 10,4     | 766       | 363       | 403       | 603                   | 4       | 588        | 1.310      | 214        |
| 2003 | 430.000  | 4.420.000 | 9,7      | 753       | 348       | 405       | 571                   | 4       | 570        | 1.201      | 214        |
| 2004 | 465.587  | 4.613.284 | 10,1     | 743       | 345       | 398       | 626                   | 4       | 552        | 1.194      | 214        |
| 2010 | 476.647  | 4.726.206 | 10,1     | 629       | 366       | 263       | 757                   | 10      | 356        | 1.109      | 216        |

## La catedral
La catedral de Westminster està dedicada a la Preciosíssima Sang de Nostre Senyor Jesucrist i va ser construïda entre 1895 i 1903. Està construïda en estil estil romà d'Orient, sota la direcció de John Francis Bentley, i la nau central és la més ample d'Anglaterra.

## Cronologia episcopal

Escut de l'arquebisbat de Westminster

- William Bishop † (15 de març de 1623 - 13 d'abril de 1624 mort)
- Richard Smith † (29 de novembre de 1624 - 1632 depossat)
- John Leyburn † (24 d'agost de 1685 - 20 de juny de 1702 mort)
- Bonaventure Giffard † (14 de març de 1703 - 12 de març de 1734 mort)
- Benjamin Petre, O.S.B. † (12 de març de 1734 - 22 de desembre de 1758 mort)
- Richard Challoner † (22 de setembre de 1758 - 12 de gener de 1781 mort)
- James Robert Talbot † (12 de gener de 1781 - 26 de gener de 1790 mort)
- John Douglass † (10 de setembre de 1790 - 8 de maig de 1812 mort)
- William Poynter † (8 de maig de 1812 - 26 de novembre de 1827 mort)
- James Yorke Bramston † (26 de novembre de 1827 - 11 de juliol de 1836 mort)
- Thomas Griffiths † (11 de juliol de 1836 - 12 d'agost de 1847 mort)
- Thomas Walsh † (17 de juliol de 1848 - 18 de febrer de 1849 mort)
- Nicholas Patrick Stephen Wiseman † (18 de febrer de 1849 - 15 de febrer de 1865 mort)
- Henry Edward Manning † (30 d'abril de 1865 - 14 de gener de 1892 mort)
- Herbert Vaughan † (8 d'abril de 1892 - 19 de juny de 1903 mort)
- Francis Alphonsus Bourne † (11 de setembre de 1903 - 31 de desembre de 1934 mort)
- Arthur Hinsley † (1º d'abril de 1935 - 17 de març de 1943 mort)
- Bernard William Griffin † (18 de desembre de 1943 - 19 d'agost de 1956 mort)
- William Godfrey † (3 de desembre de 1956 - 22 de gener de 1963 mort)
- John Carmel Heenan † (2 de setembre de 1963 - 7 de novembre de 1975 mort)
- George Basil Hume, O.S.B. † (9 de febrer de 1976 - 17 de juny de 1999 mort)
- Cormac Murphy-O'Connor (15 de febrer de 2000 - 3 d'abril de 2009 retirat)
- Vincent Nichols, des del 3 d'abril de 2009